# Hemiheterorrhina
Hemiheterorrhina är ett släkte av skalbaggar. Hemiheterorrhina ingår i familjen Cetoniidae.
Kladogram enligt Catalogue of Life:
| Hemiheterorrhina | \| \| Hemiheterorrhina dispar \| \| \| \| \| \| Hemiheterorrhina mutabilis \| \| \| \| |
|                  | \| \| Hemiheterorrhina dispar \| \| \| \| \| \| Hemiheterorrhina mutabilis \| \| \| \| |
|                  | Hemiheterorrhina dispar                                                                |
|                  |                                                                                        |
|                  | Hemiheterorrhina mutabilis                                                             |
|                  |                                                                                        |